# 自由連帯党 (モザンビーク)
自由連帯党（じゆうれんたいとう、ポルトガル語: Partido para a Liberdade e Solidariedade、英語: Party of Freedom and Solidarity）は、モザンビークの政党。

## 概要
2004年12月1日から2日にかけて行われたモザンビーク議会総選挙では得票率0.88パーセントの2万686票に終わり、議席を獲得できなかった。2009年の総選挙でも得票率0.90パーセントで議席を得ることは適わなかった。